# Museo Nacional de Bellas Artes (Kuba)
Das Museo Nacional de Bellas Artes in Havanna ist das bedeutendste Kunstmuseum Kubas.
Das Museum wurde im Jahre 1913 gegründet. Seit 1953 befindet es sich in seinem jetzigen Domizil, dem Palacio de Bellas Artes. Auf einer Fläche von 7600 m² werden derzeit rund 1200 Kunstwerke der Antike, der europäischen und der lateinamerikanischen Kunst bis zur Gegenwart gezeigt.

## Die Gemäldesammlung
Hauptanziehungspunkt des Museums ist die Sammlung europäischer Malerei des 15. bis frühen 20. Jahrhunderts. Die Sammlung umfasst vor allem Werke der englischen, flämischen, französischen, holländischen, italienischen und spanischen Schule. Darunter einige Werke von großer kunstgeschichtlichen Bedeutung.

### Altniederländische Meister
Hans Memling: Triptychon – Maria mit dem Kinde und Stifterehepaar

### Deutsche Meister
Ludger tom Ring der Jüngere: Bildnis einer Dame

### Englische Meister
Thomas Gainsborough: Bildnis des William Pitt; Bildnis des zukünftigen Königs Georg IV: als Prince of Wales; John Hoppner: Bildnis der Miss Sarah Gale; Godfrey Kneller: Bildnis einer Dame; Thomas Lawrence: Bildnis Mrs. Edward Foster; Henry Raeburn: Bildnis der Mis Margaret Inglis; Allan Ramsay: Bildnis des Lawrence Reade; Joshua Reynolds: Bildnis der Miss Frances Kemble; George Romney: Bildnis Mrs. John Chaworth Musters; William Turner: Antike Landschaft mit figürlicher Staffage

### Flämische Meister
Jan Brueghel d. J.: Kirmes; Jan Cossiers: Die fünf Sinne; Anthonis van Dyck: Bildnis Lady Mayo; Peter Paul Rubens: Mädchen und Faun mit Früchtekorb; Theodoor van Thulden: Christus an der Geißelsäule; Marten-van-Valckenborgh-Kreis: Der Turmbau zu Babel; Cornelis de Vos: Bildnis einer Dame

### Französische Meister
Eugène Carrière: Kopf einer Frau; Camille Corot: Alte Brücke in Mantes; Charles-François Daubigny: Steilküste; Monsù Desiderio: Das Martyrium eines Heiligen; Narcisso Virgilio Díaz de la Peña: Der Wald von Fontainebleau; François-Xavier Fabre: Bildnis der Elisabetta Fabiola Mascagni; Jean-François Millet: Landschaft mit Schafen; Adolphe Monticelli: Damen in einem Garten; Jean-Baptiste Pater: Scène Galante; Louis Tocqué: Bildnis einer Dame

### Holländische Meister
Nicolaes Pietersz. Berchem: Landschaft mit italienischer Szenerie; Benjamin Gerritsz. Cuyp: Die Beschneidung Christi; Isaac van Duynen: Fischstilleben; Barent Fabritius: Bildnis eines bärtigen Mannes; Willem Claesz. Heda: Stillleben; Thomas de Keyser: Bildnis einer älteren Frau; Gerard de Lairesse: Allegorie des Frühlings; Willem van Mieris: Familienbildnis; Aert van der Neer: Oude Kerk an der Amstel; Rembrandt-Schule: Bildnis eines Mannes; Jan Steen: Selbstbildnis mit Flöte; Jan Cornelisz Verspronck: Bildnis eines Mannes; Jan Wijnants: Landschaft

### Italienische Meister
Jacopo Bassano: Der heilige Christophorus; Agnolo Bronzino: Bildnis einer Dame; Giovanni Antonio Canal: Ansicht der Themse; Vittore Carpaccio: Empfang einer Delegation; Annibale Carracci: Adam und Eva; Giacomo Francesco Cipper: Die Spinnerin; Luca Giordano: Abraham und die Engel; Francesco Guardi: Lagune vor Fondamenta Nuove; Guercino: Der Triumph Davids; Michele Marieschi: Venezianische Szene; Giovanni Paolo Pannini: Römische Ruinen; Mattia Preti: Joseph vor Pharao; Guido Reni: Maria mit dem Kinde; Jacopo Tintoretto: Lukretia

### Spanische Meister
Bartolomé Esteban Murillo: Die Heilige Familie mit dem Johannesknaben; Jusepe de Ribera: Der heilige Sebastian; Der heilige Johannes der Täufer; Die heilige Katharina von Alexandrien; Luis Tristán: Das Martyrium des heiligen Andreas; Juan Valdés Leal: Der heilige Johannes von Capistrano; Diego Velázquez-Werkstatt: Die Verspottung Christi; Francisco de Zurbarán: Der heilige Bruno; Maria mit dem Kinde

## Ausstellungen (Auswahl)
- 2017: Tony Cragg: Esculturas y Dibujos (7. April bis 12. Juni 2017)[1]